# بير هولتن مولر
بير هولتن مولر (بالدنماركية: Per Holten Møller)‏ هو مدرب هوكي جليد دنماركي، ولد في 30 أغسطس 1952 في Hørsholm ‏ في الدنمارك.

## وصلات خارجية
- بير هولتن مولر على موقع EliteProspects.com (الإنجليزية)